# Burguillos del Cerro (kommunhuvudort)
Burguillos del Cerro är en kommunhuvudort i Spanien.   Den ligger i provinsen Provincia de Badajoz och regionen Extremadura, i den sydvästra delen av landet, 300 km sydväst om huvudstaden Madrid. Burguillos del Cerro ligger 405 meter över havet och antalet invånare är 3 170.
Terrängen runt Burguillos del Cerro är kuperad norrut, men söderut är den platt. Runt Burguillos del Cerro är det glesbefolkat, med 16 invånare per kvadratkilometer. Närmaste större samhälle är Zafra, 15,7 km öster om Burguillos del Cerro. Omgivningarna runt Burguillos del Cerro är huvudsakligen savann.